# Journal of Applied Animal Research
Journal of Applied Animal Research is een internationaal, aan collegiale toetsing onderworpen wetenschappelijk tijdschrift op het gebied van de veeteelt.
De naam wordt in literatuurverwijzingen meestal afgekort tot J. Appl. Anim. Res.
Het wordt uitgegeven door Garuda Scientific Publications en verschijnt 4 keer per jaar.